# Saint-Jean-sur-Tourbe
Saint-Jean-sur-Tourbe  là một xã thuộc tỉnh Marne trong vùng Grand Est đông nam nước Pháp. Xã này nằm ở khu vực có độ cao trung bình 142 mét trên mực nước biển.